# Joaquim Santos
Pour les articles homonymes, voir Santos (homonymie).
Joaquim "Quim" Santos, né le 9 juin 1952 à Penafiel (Douro Litoral) et mort le 18 mars 2024, est un pilote de rallyes portugais.

## Biographie
Sa carrière s'étale du milieu des années 1970 à 1992.
Il commence les sports mécaniques par des courses  sur circuits de ville (Trophée Austin Mini sur Ford Fiesta 1300), s'essaie également au rallycross avec son frère Fernando ainsi qu'aux courses de camions (à Lousada), obtient quelques victoires au Trophée Toyota Starlet 1300 et en groupe de Promotion sur BMW 320, puis il débute réellement les rallyes avec une Datsun 1200 ainsi qu'une Opel Kadett GT/E. Sa première victoire a lieu lors du rallye James, en 1979.
Il est exclusivement fidèle à Miguel Oliveira pour navigateur de 1981 à 1990, et au constructeur Ford de 1981 à 1990.
Ses meilleurs résultats en WRC sont deux 8e places, en 1979 et 1992, et trois 9e places, en 1983, 1987 et 1990, lors du rallye du Portugal (épreuve qu'il a disputée à 12 reprises). 
En 1986, son accident sur Ford RS200 du Groupe B dans la première épreuve spéciale  (Blue Lagoon) à Sintra entraîne la mort de 2 spectateurs et une trentaine de blessés graves, (édition remportée par son compatriote Joaquim Moutinho da Silva Santos).
Il s'adonne ensuite à quelques rallyes historiques dans la péninsule Ibérique.

## Palmarès

### Titres
- Quadruple Champion du Portugal des rallyes, en 1982, 1983, 1984 (trois fois consécutivement sur Ford Escort RS 1800 du Groupe 4, avec pour copilote M.Oliveira), et 1992 (sur Toyota Celica GT-Four, avec Carlos Magalhães) ;
  - 3e du championnat du Portugal des rallyes en 1980 (avec Paulo Brandão) ;

### 9 victoires en ERC (portugaises)
- Rallye d'Algarve : 1982, 1984, 1985, 1986 et 1989 ;
- Tour du Portugal : 1984, 1985 et 1988 ;
- Rallye Route du Soleil : 1991.

### 46 victoires en championnat du Portugal (record absolu)
- Rallye Douro Sul : 1981 et 1982 ;
- Rallye des camélias : 1982, 1983, 1989 et 1990 ;
- Rallye de Figueira da Foz : 1982, 1983, 1985, 1986, 1988 et 1992 ;
- Rallye Dão Lafões : 1982 ;
- Rallye Route du Soleil : 1982, 1986, 1987, 1990 et 1991 ;
- Rallye des Açores : 1982, 1983 et 1984 ;
- Rallye de Madère : 1982 (4e au général), 1988 (2e au général), et 1992 (7e au général) ;
- Rallye Serra da Estrela : 1982 ;
- Rallye d'Algarve : 1982, 1984, 1985, 1986 et 1989 ;
- Rallye du Portugal : 1979 (8e au général), 1983 (9e au général), 1987 (9e au général), 1990 (9e au général), et 1992 (8e au général) ;
- Rallye de Castelo Branco : 1983 ;
- Rallye Serra do Marão : 1984 ;
- Tour Galp du Portugal : 1984, 1985 et 1988 ;
- Rallye Alto Tâmega : 1986, 1987 et 1989 ;
- Rallye de Varzim : 1989, 1990 et 1992.